# 莱萨德若
莱萨德若（法語：Les Adjots，法語發音：[le.z‿adʒo]）是法国夏朗德省的一个市镇，位于该省北部，和德塞夫勒省及维埃纳省接壤，属于孔福朗区。

## 地理
莱萨德若（46°4'37"N, 0°12'23"E）面积10.94 平方千米，位于法国新阿基坦大区夏朗德省，该省份为法国西部内陆省份，北起德塞夫勒省和维埃纳省，东临上维埃纳省，东南至多尔多涅省，南至多爾多涅省，西接滨海夏朗德省。
与莱萨德若接壤的市镇（或旧市镇、城区）包括：贝尔纳克、吕费克、圣马丹迪克洛谢、泰泽艾济、武莱姆。

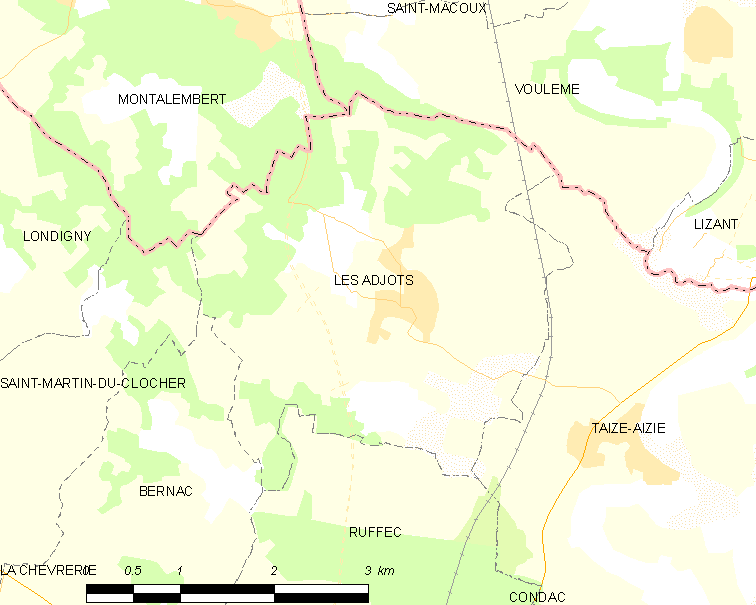
莱萨德若的OSM定位图

莱萨德若的时区为UTC+01:00、UTC+02:00（夏令时）。

## 行政
莱萨德若的邮政编码为16700，INSEE市镇编码为16002。

## 政治
莱萨德若所属的省级选区为夏朗德北县。

## 人口

1962-2008年间莱萨德若人口变化图示

莱萨德若于2022年1月1日时的人口数量为532人。